# Pokrzywnica Wielka
Pokrzywnica Wielka – wieś w Polsce położona w województwie warmińsko-mazurskim, w powiecie nidzickim, w gminie Janowiec Kościelny.
W XI i XII wieku była tu osada słowiańska, o czym świadczy odnalezione tu cmentarzysko.
W latach 1975–1998 miejscowość administracyjnie należała do województwa olsztyńskiego.